# گل‌کوب گلوسفید
گل‌کوب گلوسفید (نام علمی: Dicaeum vincens) نام یک گونه از سرده گل‌کوب‌های اصلی است.